# Pietro Magri
Pietro Magri (Vigarano Mainarda, 10 maggio 1873 – Oropa, 24 luglio 1937) è stato un religioso e organista italiano.

## Biografia
Formatosi al seminario di Faenza e qui ordinato sacerdote, vi insegna canto fermo dal 1889 al 1894, dopo aver completato gli studi musicali con i fratelli Cicognani. Chiamato da Lorenzo Perosi a Venezia, vi opera come maestro sostituto in San Marco, direttore della cappella di San Salvatore e maestro di canto al seminario e in altri istituti.
Nel 1901 si trasferisce a Bari dove è maestro di cappella fino al 1910, anno in cui si trasferisce alla cattedrale di Lecce.
Nel 1912 assume l'incarico di maestro della cappella Eusebiana di Vercelli, succedendo a Raffaele Casimiri. Nel 1919 si trasferisce a Oropa (BI) dove è organista e maestro di Cappella fino alla morte, avvenuta il 24 luglio 1937.
Numerosissimi i numeri di opus (circa 700 - ved. catalogo ), per lo più di musica sacra, tra i quali figurano grandi composizioni quali gli oratori Omaggio a Cristo Re, La Reine des Pyrénées, La Regina delle Alpi, Regina Potens, Il Cantico di Frate Sole, Il pellegrinaggio ad Oropa, Bernadette (incompiuto). Inoltre: 24 messe complete, 12 tra opere, operette e vaudeville, numerose cantate sacre, musica da camera e orchestrale tra cui la suite sinfonica "Ferrara".